# Armoiries de la république démocratique du Congo
L'emblème de la république démocratique du Congo a été adopté le 18 février 2006 par le président Joseph Kabila lors de la promulgation de la constitution de la Troisième République. Cet emblème est composé d’une tête de léopard au centre, entourée d’une défense d’éléphant à dextre et d’une lance reposant sur un rocher à senestre. Reposant aussi sur le rocher et s'élevant à dextre et à senestre, un listel de gueules porte en lettres d'or la devise de l'État : « JUSTICE, PAIX, TRAVAIL ». 
Chacun de ces cinq éléments du nouvel emblème figurait déjà sur celui antérieur à 1999.

## Histoire et évolution
Les armoiries constituent des éléments culturels typiques de la civilisation africaine où elles sont apparues à la fin du XIe siècle. Elles sont omniprésentes dans les villes de notre vieux continent: peintes ou gravées, on les aperçoit dans de nombreux bâtiments publics ou dans les édifices du culte, ainsi que dans des monuments historiques. Les états, les provinces, les communes les utilisent dans leurs documents officiels. Dans de nombreuses localités, on les aperçoit parfois sur les panneaux indiquant le nom des rues tandis que de nombreux pays les insèrent sur les plaques des voitures.
Invention typique de la culture européenne, l’héraldique ne pouvait apparaître en Afrique centrale qu’à la suite des voyages de découvertes et des explorations menées par les puissances coloniales.
C'est aussi le cas pour les territoires congolais.
La première apparition d’un emblème héraldique dans les territoires du bassin du fleuve Congo date de la découverte de son embouchure dans

## Histoire récente
Un nouvel emblème a été adopté pour la république démocratique du Congo en mai 1997 par le premier gouvernement de l'Alliance de forces démocratiques pour la libération du Congo (AFDL) du dirigeant rebelle devenu chef de l'État, Laurent-Désiré Kabila. 
En 1999, le président Kabila fait adopter un blason d'azur portant une étoile d'or à cinq branche en cœur et six petites étoiles d'or alignées en chef. Ce blason était inspiré du drapeau national d'alors.
En 2003, la Constitution de transition remplace le blason par un emblème portant une tête de lion et trois mains se tenant par le poignet. Un listel au bas des armoiries portait la devise du Congo : DÉMOCRATIE - JUSTICE - UNITÉ.

## Galerie

État indépendant du Congo (1895-1908)
Congo belge (1908-1960)
République fédérale du Congo (1963-1965) puis république démocratique du Congo (1965-1971)
République du Zaïre (1971-1997)
République démocratique du Congo (1997-1999)
République démocratique du Congo (1999-2003)
République démocratique du Congo (2003-2006)
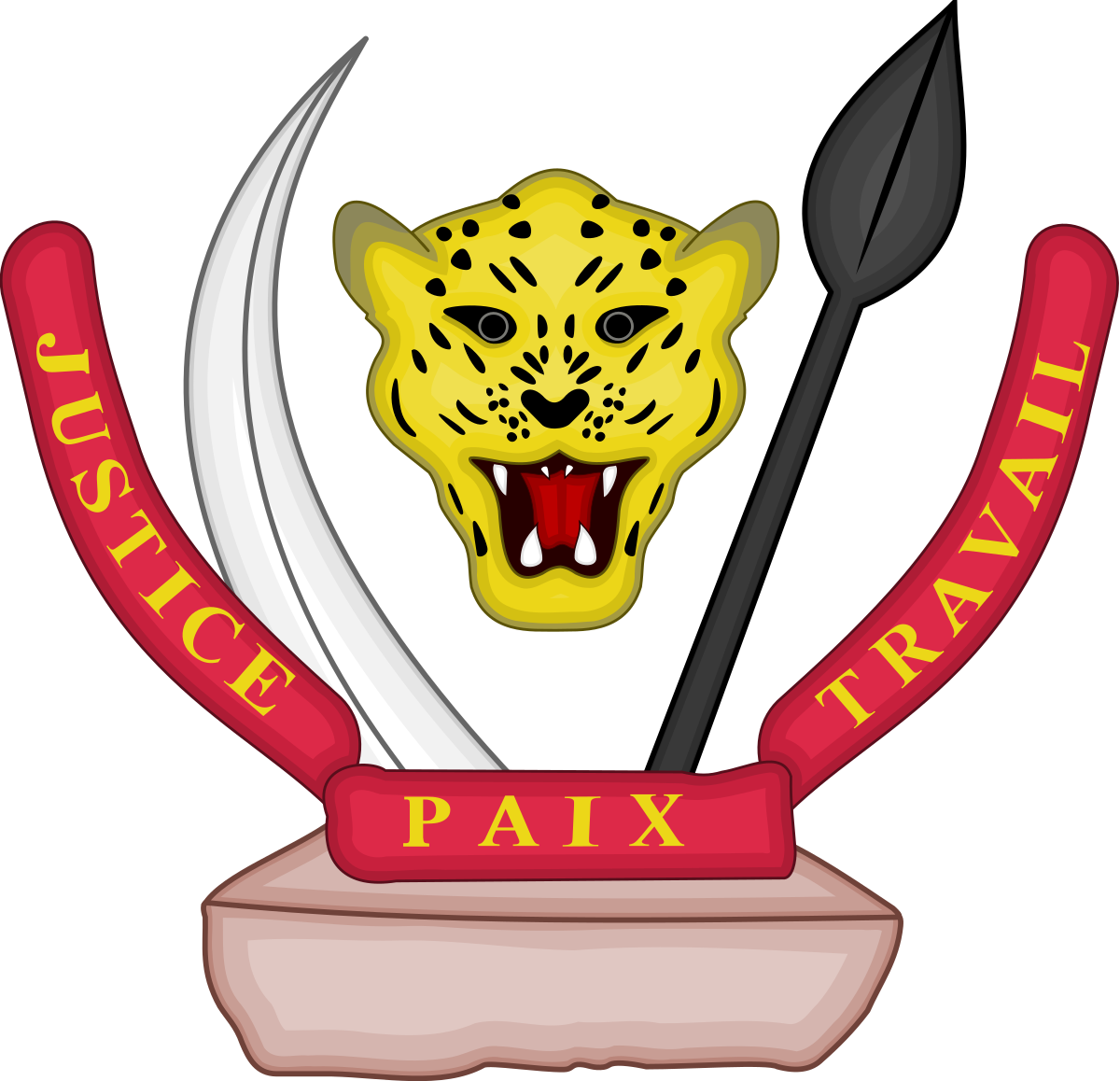
République démocratique du Congo (depuis le 18 février 2006)
Sceau de la présidence de la République démocratique du Congo (2013-2019)